# (33341) 1998 WA5
1998 دابليو أي 5 (ويعرف أيضًا باسم (33341) 1998 دابليو أي 5 وفق تسمية الكوكب الصغير) (بالإنجليزية: 1998 WA5)‏ هو كويكب ضمن حزام الكويكبات؛ وترتيبه 33341 من حيث الاكتشاف.
اكتُشف هذا الجُرم الفلكي بواسطة ماسح السماء كاتالينا في 19 نوفمبر 1998.

## وصلات خارجية
- (33341) 1998 WA5 في قاعدة بيانات مختبر الدفع النفاث لأجرام النظام الشمسي الصغيرة

- الاكتشاف · مخطط المدار ·  العناصر المدارية · المعلمات المادية

- (33341) 1998 WA5 على موقع ويكي سكاي: DSS2, SDSS, GALEX, IRAS, Hydrogen α, X-Ray, Astrophoto, Sky Map, Articles and images